# 장단군 (선거구)
장단군은 대한민국의 옛 국회의원 선거구이다.

## 역사
제헌 국회의원 선거를 앞두고 대한민국의 장단군 지역을 관할하는 선거구로 신설되었다.
1953년 7월 27일에 체결된 한국 군사 정전에 관한 협정에 따라 경기도 장단군의 대부분 지역이 조선민주주의인민공화국의 지배를 받게 되었고 대한민국에 남게된 나머지 지역 또한 대한민국 경기도 연천군에 편입되면서 폐지되었다.

## 역대 국회의원
| 선거   | 정당 | 정당   | 의원   |
| ------ | ---- | ------ | ------ |
| 1948년 |      | 무소속 | 조중현 |
| 1950년 |      | 무소속 | 백상규 |

## 역대 선거 결과

### 대한민국 제헌 국회의원 선거
|  | 16.68% |

|  | 13.46% |

|  | 13.05% |

|  | 12.69% |

|  | 8.60% |

|  | 8.39% |

|  | 8.31% |

|  | 6.59% |

|  | 3.64% |

|  | 3.45% |

|  | 3.20% |

|  | 1.88% |

|  | 0% |

### 대한민국 제2대 국회의원 선거
|  | 100.00% |

|  | 0% |

|  | 0% |

|  | 0% |

|  | 0% |

|  | 0% |

|  | 0% |

|  | 0% |